# Hipodermisz
A hipodermisz (hypodermis) az élőlények kültakarójának az epidermisz alatti szövettája; a megnevezés főleg a növénytanban használatos

## A növények hipodermisze

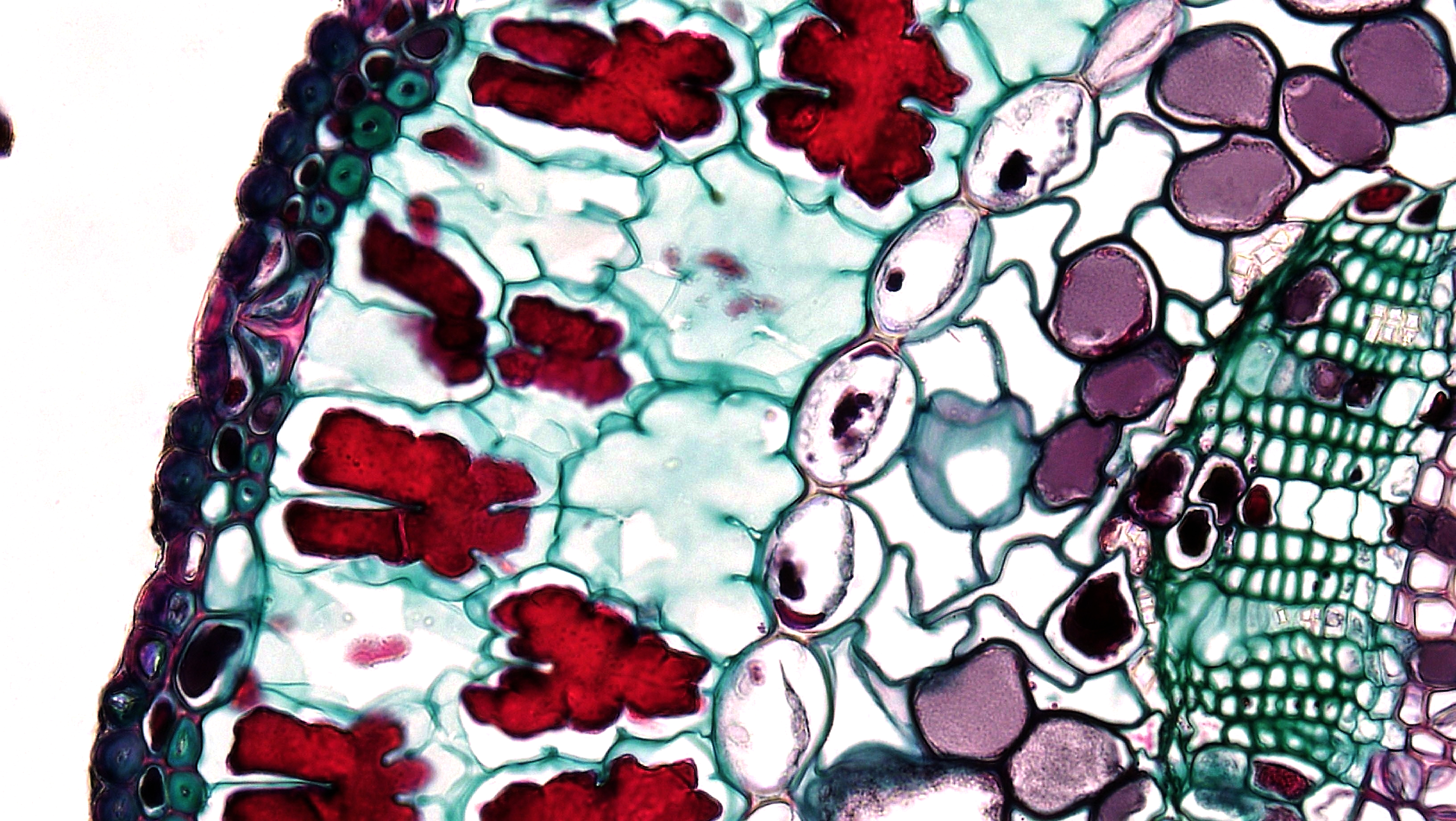
A mocsárciprusfélék (Taxodiaceae) leveleinek bőrszövete (epidermisz, hipodermisz)

A növényekben az elsődleges kéreg része. Főleg szilárdító és asszimiláló szerepe van; előbbi esetben szilárdító szövetből, utóbbiban asszimiláló szövetből áll; ritkán — például a macskagyökérben (Valeriana spp.) —  kiválasztó funkciója is lehet. Lehet egy-vagy többrétegű. A bordás szárú növények (például az ernyősvirágzatúak (Apiales) száraiban a bordákban szilárdító, a barázdákban asszimiláló szövet foglal helyet.

## Az állatok hipodermisze

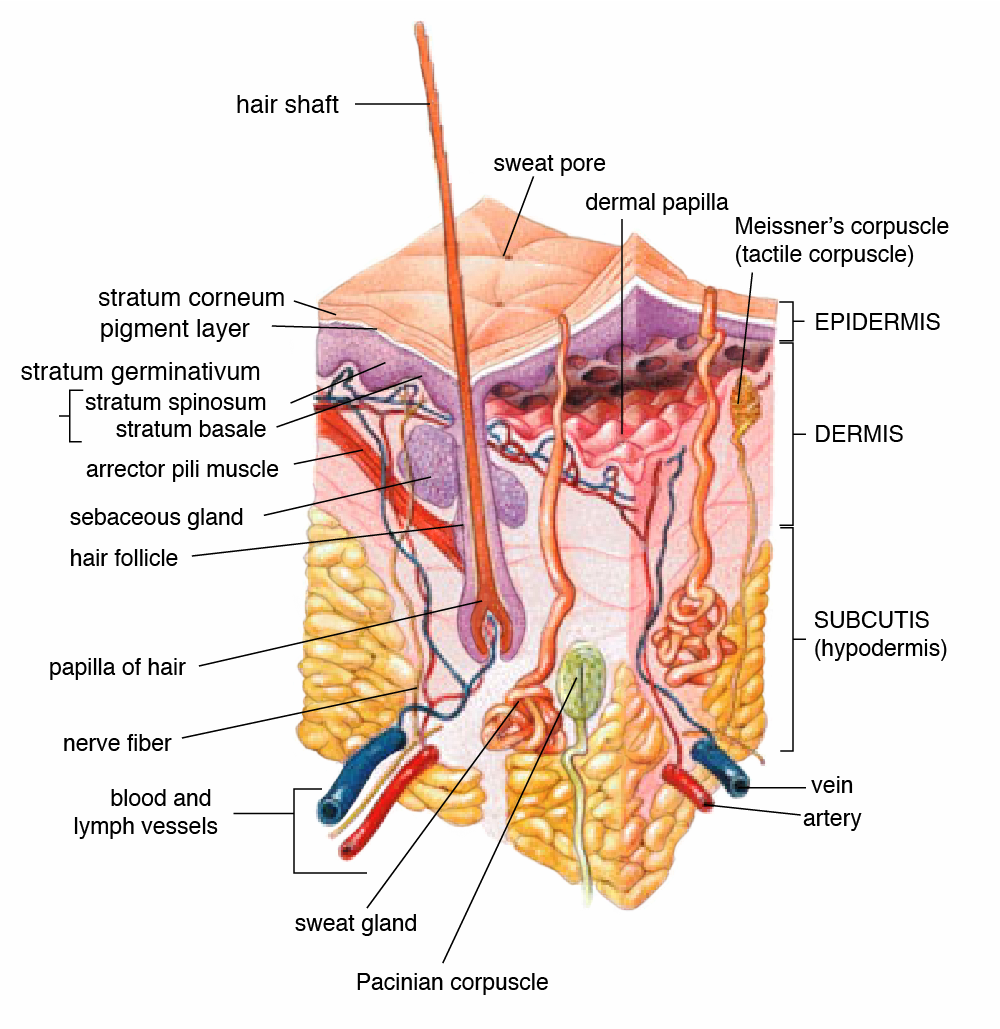
Az emberi bőr rétegei és részei

Az állatokban a hipodermisz az ún. „bőr alatti szövet”, illetve „alsó bőr”. Nincs egyetértés abban, hogy a bőr részének tekintendő vagy alatta helyezkedik-e el. A szerzők többsége kerüli a kifejezés használatát.
A gerincesekben a bőr legalsó rétegeként az epidermisz és a dermisz alatt helyezkedik el. Zömmel laza kötőszövetből és zsírcsomókból áll; az ezeket átjáró erek és idegek vastagabbak, mint a dermiszben. Fő sejttípusai a fibroblasztok, a zsírsejtek és a makrofágok. Egyik fő funkciója a később energiaforrásként hasznosítható zsír tárolása. A hőszigetelő zsírréteg a testhőmérséklet szabályozását is segíti.
Az ízeltlábúakban ez választja el az epidermiszt a kitintartalmú kutikulától.